# Богданова, Анастасия Степановна
Анастаси́я (Наста́сья) Степа́новна Богда́нова (урождённая Зино́вьева; 1860—1937) — русская сказительница и исполнительница плачей (вопленица).

## Биография
Анастасия Степановна родилась не позднее 1860 года в деревне Леликово, однако с малых лет жила в деревне Зиновьево Сенногубского общества Великогубской волости Петрозаводского уезда Олонецкой губернии. Семья у них была большая. Анастасия, как старший ребёнок в семье, с детства нянчилась с младшими братьями и сёстрами.
Когда Анастасии было 16 лет, погиб её отец. Чтобы прокормить семью, она работала в монастыре, а также занималась погрузкой дров на суда. В возрасте 23 лет вышла замуж за солдата, вернувшегося с русско-турецкой войны и переехала к нему в Петрозаводск. Денег у мужа было мало (он работал извозчиком), поэтому Анастасия Богданова подрабатывала крестьянским трудом, а также стиркой. В семье было семеро детей, но все они умерли, не дожив до четырёх лет.
Спустя 8 лет жизни в Петрозаводске Анастасия Богданова переехала в лесную деревню, поскольку её муж устроился на работу лесником в Сямозерское лесничество. Позднее они переехали на Кивасозеро.
В 1901—1902 годах учитель Вохтозерского училища Кузьма Иванович Дмитриев записал от Анастасии Богдановой былины. Позднее, когда училище посещал инспектор народных училищ М. Н. Правдин, Дмитриев рассказал ему о Богдановой. В 1902 году Анастасия Степановна была приглашена в Петрозаводск выступать на съезде учителей. Это выступление имело успех, и вскоре Анастасия Степановна с мужем переехала в Петрозаводск. Муж работал в училище. Анастасия Степановна подрабатывала исполнением былин на свадьбах и праздниках, а также стирала и работала на лесозаготовках. Через несколько лет муж умер.
Анастасия Богданова помимо Петрозаводска выступала в Санкт-Петербурге (1911), а в 1927—1929 годах — в Ленинграде и в Москве. В 1920-х годах ей была назначена пенсия, а в последние годы она получала увеличенную пенсию от Совнаркома Карельской АССР.
Анастасия Богданова умерла 9 апреля 1937 года в Петрозаводске.

## Творчество
Искусство сказительницы Анастасия Степановна усвоила с детства. Множество былин она узнала от беззубой старушки Гавриловны, происходившей из Кижей, которую за шамканье прозвали «бабушкой Шапшей» (от неё же усвоила былины мать сказительницы Н. Т. Зиновьевой). Маленькая Анастасия часто бегала к Шапше слушать былины и песни тайком от матери. Ряд былин она усвоила от сказительницы-старообрядки Домны Васильевны Суриковой. Былину о «Добрыне и Олеше» она усвоила от Максима Ржанова, портного из села Пестьянова (Песчаного) с Пудожского берега.
Мастерство и артистические данные Анастасии Богдановой были отмечены ещё в 1900-х годах. С. А. Лосев писал в «Олонецких губернских ведомостях» (№ 81 за 1902 год):
Тяжёлая крестьянская жизнь наложила на её лицо свою печать, тем не менее голос вопленицы и в настоящее время блестит остатками того, что называется колоратурным сопрано, регистр голоса её, можно сказать, очень коротенький, но и эти остатки голоса заставили нас предположить, что в годы молодости Степановна обладала сильным и богатым колоратурным сопрано… Мелодия, исполненная Степановной, полна неподдельного чувства, глубокой думы, думы исторической, а когда две первые строки соединяются в одну сложную, получается такая художественная композиция, что положительно заполняет сердце
В книге Н. С. Шайжина «Олонецкий фольклор» (Петрозаводск, 1906) были впервые опубликованы былины Богдановой «Сильный Дунай Иванович», «Добрыня Никитич и Алёша Попович» и «Чурилушка Щипленкович». Эти былины были перепечатаны в сборнике В. Ф. Миллера «Былины новой и недавней записи из разных местностей России» (Москва, 1908). Былины и причитания Анастасии Степановны также публиковались в «Памятной книжке Олонецкой губернии» за 1910 и 1911 годы и в книге «Олонецкие водопады Кивач, Гирвас и Пор-Порог в описаниях туристов» (Петрозаводск, 1907).
Манеру исполнения Богдановой «Музыкальная энциклопедия» называет «интимной, камерной…, типичной для заонежских сказительниц». Она рассказывала былины артистически, с напевами. При этом она всегда находилась в определённой позе: «подперев щеку правой рукой, а правый локоть — левой рукой и слегка покачиваясь». Помимо чувства ритма и музыкальности, она обладала хорошей памятью и дословно знала тексты множества былин. Правда, в последние годы она стала их забывать и смешивала сюжеты и имена героев произведений.
Знавшие Анастасию Степановну отмечали, что она обладала тактом и чувством собственного достоинства. «Степановна — баба гордая», — говорили о ней в деревне. К другим сказителям, в частности, к П. И. Рябинину, она относилась критически.
Фольклористка А. М. Астахова относила Богданову к «лучшим хранителям эпической традиции и к классическому типу исполнителя, овладевшего приёмами высокого эпического мастерства и творчески развивающего усвоенное им наследие».
Напевы Богдановой использовали в своих произведениях композиторы Д. Б. Кабалевский («24 прелюдии» для фортепиано) и С. С. Прокофьев (дуэт «Всякий на свете-то женится», ор. 106).